# Ramu Tokashiki
Ramu Tokashiki (jap. 渡嘉敷来夢 Tokashiki Ramu; ur. 11 czerwca 1991 w Kita) – japońska koszykarka występująca na pozycji silnej skrzydłowej, reprezentantka kraju, obecnie zawodniczka JX-Eneos Sunflowers, a w okresie letnim - Seattle Storm w WNBA.

## Osiągnięcia
Stan na 8 czerwca 2019, na podstawie, o ile nie zaznaczono inaczej.

### WNBA
- Zaliczona do I składu debiutantek WNBA (2015)

### Drużynowe
- Mistrzyni Japonii (WJBL – 2011–2019)
- Zdobywczyni Pucharu Cesarzowej (2011, 2017, 2019)

### Indywidualne
- MVP:
  - WJBL (2011, 2013, 2015)
  - play-off WJBL (2013, 2015)
- Debiutantka roku WJBL (2011)
- Zaliczona do I składu ligi japońskiej WJBL (2011, 2013–2015)
- Uczestniczka meczu gwiazd WJBL (2016–2019)
- Liderka WJBL w:
  - punktach (18,7 – 2015, 19,5 – 2016, 19 – 2018)
  - zbiórkach (11,7 – 2013, 11,4 – 2015)
  - blokach (2,5 – 2013, 1,8 – 2014, 2,1 – 2015, 2,1 – 2016, 2,1 – 2017, 1,9 – 2018)

### Reprezentacja
- Mistrzyni Azji (2013, 2015, 2019)[4]
- Brązowa medalistka mistrzostw Azji (2011)
- Uczestniczka:
  - igrzysk olimpijskich (2016 – 8. miejsce)
  - mistrzostw świata (2014 – 14. miejsce)
- MVP mistrzostw Azji (2013, 2015)
- Zaliczona do I składu mistrzostw Azji (2013, 2015)
- Liderka strzelczyń mistrzostw Azji (2013)